# Astronidium robustum
Astronidium robustum  es una especie de planta de flores perteneciente a la familia  Melastomataceae. Es endémica de Fiyi donde crece en Viti Levu, Vanua Levu y Taveuni.
Se encuentra ampliamente difundida en las densas selvas entre colinas y riveras de ríos. Se conoce el uso de su madera para postes de cerca en los hogares.

## Fuente
- World Conservation Monitoring Centre 1998.  Astronidium robustum.   2006 IUCN Red List of Threatened Species.    Bajado el 20-08-07.